# Saint-Julien-d'Arpaon
Pour les articles homonymes, voir Saint-Julien.
Saint-Julien-d'Arpaon [sɛ̃ ʒyljɛ̃ daʁpaɔ̃] est une ancienne commune française, située dans le département de la Lozère en région Occitanie, devenue, le 1er janvier 2016, une commune déléguée de la commune nouvelle de Cans et Cévennes. Ses habitants sont appelés les Saint-Julions.

## Géographie

### Localisation
Saint-Julien-d'Arpaon est située dans la Lozère et plus précisément dans le parc national des Cévennes. Elle est traversée par la Mimente.

### Communes limitrophes
|                                            | Florac Trois Rivières | Pont de Montvert - Sud Mont Lozère |
| Saint-Laurent-de-Trèves (Cans et Cévennes) | Saint-Julien-d'Arpaon | Cassagnas                          |
|                                            | Barre-des-Cévennes    |                                    |

### Voies de communication et accès
Saint-Julien-d'Arpaon est reliée à Mende (Lozère) et Alès (Gard) par la N 106.

## Politique et administration
| Période | Période       | Identité      | Étiquette | Qualité |
| ------- | ------------- | ------------- | --------- | ------- |
| 2001    | décembre 2015 | Henri Couderc |           |         |

## Démographie
L'évolution du nombre d'habitants est connue à travers les recensements de la population effectués dans la commune depuis 1793. À partir du 1er janvier 2009, les populations légales des communes sont publiées annuellement dans le cadre d'un recensement qui repose désormais sur une collecte d'information annuelle, concernant successivement tous les territoires communaux au cours d'une période de cinq ans. 
Pour les communes de moins de 10 000 habitants, une enquête de recensement portant sur toute la population est réalisée tous les cinq ans, les populations légales des années intermédiaires étant quant à elles estimées par interpolation ou extrapolation. Pour la commune, le premier recensement exhaustif entrant dans le cadre du nouveau dispositif a été réalisé en 2007,.
En 2013, la commune comptait 105 habitants, en évolution de −13,22 % par rapport à 2008 (Lozère : −1,04 %, France hors Mayotte : +2,49 %).
| 1793 | 1800 | 1806 | 1821 | 1831 | 1836 | 1841 | 1846 | 1851 |
| ---- | ---- | ---- | ---- | ---- | ---- | ---- | ---- | ---- |
| 574  | 625  | 671  | 600  | 665  | 612  | 579  | 616  | 607  |

| 1856 | 1861 | 1866 | 1872 | 1876 | 1881 | 1886 | 1891 | 1896 |
| ---- | ---- | ---- | ---- | ---- | ---- | ---- | ---- | ---- |
| 600  | 585  | 568  | 566  | 559  | 502  | 502  | 467  | 422  |

| 1901 | 1906 | 1911 | 1921 | 1926 | 1931 | 1936 | 1946 | 1954 |
| ---- | ---- | ---- | ---- | ---- | ---- | ---- | ---- | ---- |
| 462  | 407  | 402  | 279  | 262  | 241  | 226  | 211  | 251  |

| 1962 | 1968 | 1975 | 1982 | 1990 | 1999 | 2007 | 2012 | 2013 |
| ---- | ---- | ---- | ---- | ---- | ---- | ---- | ---- | ---- |
| 111  | 88   | 70   | 69   | 68   | 134  | 120  | 109  | 105  |

## Monuments et lieux touristiques
- Château de Saint-Julien-d'Arpaon, château du XIIIe siècle.